# Madame Joseph Bonnaire
‘Madame Joseph Bonnaire’ est un cultivar de rosier obtenu en 1891 par le rosiériste lyonnais Joseph Bonnaire (1849-1910) en hommage à son épouse. Il est issu du croisement ‘Adam’ × ‘Paul Neyron’ (Levet, 1869).

## Description
Cette variété a créé la surprise lorsqu'elle a été présentée pour la première fois par la grosseur de ses fleurs dont certaines faisaient 15 cm de diamètre.
Cet hybride de thé présente de grandes fleurs rose vif (le revers des pétales étant légèrement argenté), non parfumées, très doubles en forme de coupe, dont la floraison est remontante. Son buisson de port érigé s'élève de 150 cm à 180 cm. Il est vigoureux et résistant au froid (zone de rusticité 6b à 9b) et il se plaît sous le climat méditerranéen. Il nécessite un emplacement au soleil sous le climat continental.
Cette variété est encore très présente dans les catalogues anglo-saxons, car appréciée par la couleur rose de Chine de ses grosses fleurs, sa rusticité et la hauteur de son buisson. On peut notamment l'admirer à l'Europa-Rosarium de Sangerhausen.